# Harrijärvi (Gällivare socken, Lappland, 748436-175583)
Harrijärvi är en sjö i Gällivare kommun i Lappland och ingår i Kalixälvens huvudavrinningsområde. Sjön har en area på 0,136 kvadratkilometer och ligger 367 meter över havet. Harrijärvi ligger i Torne och Kalix älvsystem Natura 2000-område.

## Delavrinningsområde
Harrijärvi ingår i det delavrinningsområde (748700-175668) som SMHI kallar för Utloppet av Mettäjärvi. Medelhöjden är 369 meter över havet och ytan är 38,51 kvadratkilometer. Det finns inga avrinningsområden uppströms utan avrinningsområdet är högsta punkten. Kääntöjoki som avvattnar avrinningsområdet har biflödesordning 2, vilket innebär att vattnet flödar genom totalt 2 vattendrag innan det når havet efter 233 kilometer. Avrinningsområdet består mestadels av skog (59 procent) och sankmarker (19 procent). Avrinningsområdet har 7,02 kvadratkilometer vattenytor vilket ger det en sjöprocent på 18,2 procent.